# Adrien d'Oultremont

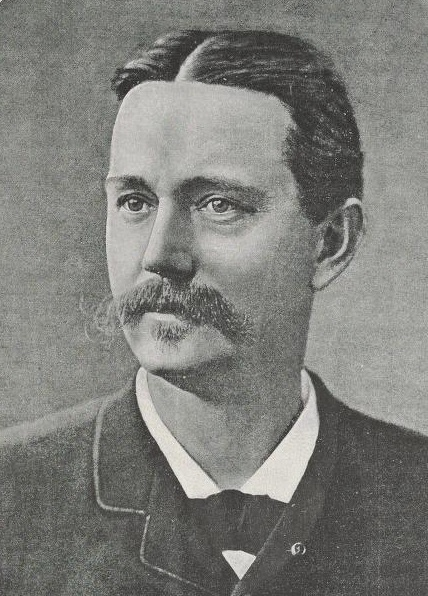
Graaf Adrien d'Oultremont (catalogus Wereldtentoonstelling van 1885)

Adrien-Hyacinthe d'Oultremont (Blicquy, 22 september 1843 - Brussel, 29 januari 1907) was een Belgisch militair en volksvertegenwoordiger.

## Biografie

### Familie
Adrien d'Oultremont behoorde tot de in de 18e eeuw geadelde familie D'Oultremont. Zijn vader, graaf Ferdinand d'Oultremont (1797-1868), heer van Drunen, was in de emigratie geboren in Kleef, en had na 1814 zijn lot aan dat van de Nederlandse monarchie verbonden. Hij werd kamerheer van de koning en van prins Frederik, net zoals zijn oudere broer Charles d'Oultremont (1789-1852) die tevens ceremoniemeester aan het Hof in Den Haag was. Ook hun zus, Henriette d'Oultremont (1792-1864), was aan het Hof verbonden, als hofdame van koningin Wilhelmina (1774-1837). In 1841 werd ze de tweede vrouw van de inmiddels afgetreden Willem I. 
In 1816 behoorde Ferdinand, zoals de andere d'Oultremonts, tot de eersten om zijn adellijke status te doen bevestigen. Hij trouwde in 1825 met de Engelse Isabelle Bonham (1808-1872) en ze hadden veertien kinderen. Na 1830 bleef hij nog een tijd in Nederland, maar nadien woonde hij als ambteloos burger in zijn kasteel van Blicquy en in zijn residentie in Brussel. Adrien was een broer van graaf Émile d'Oultremont, burgemeester van Gondregnies en senator, en graaf John d'Oultremont, militair en Grootmaarschalk van het Hof.
Adrien d'Oultremont hoefde geen soortgelijke keuze te maken, aangezien bij zijn geboorte het koninkrijk België al een aantal jaren geïnstalleerd was. Hij trouwde in 1873 in Brussel met Hélène Malou (1854-1873), dochter van Jules Malou, advocaat, gouverneur van Antwerpen, volksvertegenwoordiger, senator, minister van Financiën en premier. Ze overleed echter zes maanden na hun huwelijk. In 1881 hertrouwde hij in Brussel met barones Clotilde de Woelmont (1857-1943). Ze kregen vier zoons en vijf dochters, die voor een talrijk nageslacht hebben gezorgd, onder wie:
- Herman d'Oultremont (1882-1943), cavaleriemajoor en Olympisch ruiter, trouwde in 1909 in Brussel met Yvonne Mesdach de ter Kiele (1890-1973), kleindochter van Charles Mesdach de ter Kiele, procureur-generaal bij het Hof van Cassatie.

Hij was een schoonbroer van graaf Paul de Borchgrave d'Altena, diplomaat en secretaris en kabinetschef van koning Leopold II, baron Edmond Whettnall, burgemeester van Nieuwerkerken, provincieraadslid van Limburg en senator, en baron Alfred d'Huart, senator, provincieraadslid van Namen en burgemeester van Sovet.

### Loopbaan
D'Oultremont vatte een carrière aan in het leger. Op 17-jarige leeftijd begon hij aan studies in de Militaire School en werd in 1871 luitenant bij de cavalerie. In 1874 verliet hij echter het leger.
Hij begon aan een activiteit als commissaris-generaal voor België op grote tentoonstellingen. Zo vervulde hij deze functie op de:
- Wereldtentoonstelling van Philadelphia (1876),
- Wereldtentoonstelling in Parijs (1878),
- Nationale Tentoonstelling in Brussel, waar hij vooral de afdeling industrie voor zijn rekening nam,
- Internationale Elektriciteitstentoonstelling in Parijs (1881),
- Wereldtentoonstelling in Brussel (1897).

Hij maakte ook nog deel uit van de commissie die de Belgische deelname aan de Wereldtentoonstelling van 1900 in Parijs organiseerde. 
Ondertussen had D'Oultremont zich in 1882 kandidaat gesteld voor de wetgevende verkiezingen en op 10 juni 1884 werd hij verkozen tot volksvertegenwoordiger voor het arrondissement Brussel op een lijst van onafhankelijken. Hij bleef dit mandaat uitoefenen tot in 1892. Hij was onder meer een groot pleitbezorger voor een algemene, verplichte en persoonlijke legerdienst (zonder plaatsvervangers). Hij kwam hierover in botsing met Auguste Beernaert en Charles Woeste. 
Vanaf 1884 was hij vrijwilliger bij de Brusselse Burgerwacht, waarvan hij in 1888 de commandant werd. In 1893 werd hij bevorderd tot generaal-majoor en in 1897 tot luitenant-generaal, met het commando over alle Burgerwachten in de provincies Antwerpen en Brabant.
D'Oultremont had ook een stevige voet in de economische wereld, als bestuurder van heel wat vennootschappen: Crédit général de Belgique, Brusselse trammaatschappij, Société des chemins de fer catalans, Société belge des Comptoirs en Chine, Compagnie générale des nitrates, Compagnie du gaz de Rio, Compagnie des mines de Dobra, Compagnie minière tunisienne en nog andere. Vanaf 1889 maakte hij ook deel uit van de Commissie van het Rode Kruis voor Congo Vrijstaat.